# Lissi Dancefloor Disaster
Lissi Dancefloor Disaster är en elektropopduo från Uppsala. Bandet är även känt som gatukonstnärer genom sin logotyp, ett gult kattansikte, som satts upp högt upp på väggar och liknande i flera svenska städer.
Bandmedlemmar är Johan Tilli och Josefin Lindh. Kattansiktet föreställer Johan Tillis katt Lissi, som också gett bandet dess namn.
Johan Tilli är också medlem i duon Death Team.

## Diskografi
Lissi Dancefloor Disaster har släppt två album och ett antal singlar. De medverkade även på F!:s valskiva valåret 2014.
- 2009 – Lissi Dancefloor Disaster
- 2013 – Waves